# 池田仲庸
池田 仲庸（いけだ なかつね）は、因幡鹿奴藩（鳥取東館新田藩）の第3代藩主。

## 略伝
享保6年（1721年）7月6日、第2代藩主・池田仲央の長男として鳥取館で生まれる。
宝暦3年（1753年）に父が死去したため家督を継ぎ、12月18日に従五位下・摂津守に叙位・任官する。江戸城常盤橋門番に任じられ、宝暦7年（1757年）には大手組防火に任じられる。宝暦8年（1758年）2月に公家接待役に任じられるが、間もなく病に倒れ、6月12日に鳥取館で死去した。享年38。
跡を長男・澄延が継いだ。